# 宮乃崎桜子
宮乃崎 桜子（みやのさき さくらこ、4月17日 - ）は、日本の小説家。法政大学文学部哲学科卒業。趣味は音楽鑑賞・舞台観賞・スポーツ観戦など。
過去に高館 薫（たかだて かおる）名義で活動をしていた時期もあった。その高館名義の1990年、第4回ウィングス小説大賞を受賞。
1998年、講談社X文庫ホワイトハートレーベルで『斎姫異聞』が第5回ホワイトハート大賞を受賞する。

## 作品リスト

### 斎姫シリーズ

#### 斎姫異聞
イラスト：浅見侑、全15巻+外伝1巻
1. 斎姫異聞
2. 月光真珠
3. 六花風舞
4. 夢幻調伏
5. 満天星降
6. 暁闇新皇
7. 燐火鎮魂
8. 諒闇無明
9. 陽炎羽交
10. 花衣花戦
11. 宝珠双璧
12. 天離熾火
13. 斎庭穂垂
14. 貴人花葬
15. 幻月影睡
16. うたかた（外伝）

#### 斎姫繚乱
イラスト：浅見侑、全13巻
1. 斎姫繚乱
2. 積善白花
3. 火炎藤葛
4. 龍棲宝珠
5. 怨呪白妙
6. 華燭恋唄
7. 歳星天経
8. 夜啼姫神
9. 紅蓮瞠目
10. 龍楼月陰
11. 月魄霊鏡
12. 望月弥栄
13. 神威天想

### ゲノムの迷宮シリーズ
1. 偽りのリヴァイヴ
2. 月のマトリクス
3. 緑のナイトメア
4. 霧のアルビオン
5. 回帰のレジェンド

### 鹿鳴館のアリスシリーズ
イラスト：宝井理人
1. 鹿鳴館のアリス
2. 巫祝の系譜

### その他
- 舞夢・マイム・クライム（「高館薫」名義）
- 鼓動の日（「高館薫」名義）
- 飛天のごとく （上）初恋の巻、（下）動乱の巻
- 黄金の花咲く -龍神郷-